# Mistrzostwa Czterech Kontynentów w Łyżwiarstwie Figurowym 2024
Mistrzostwa czterech kontynentów w łyżwiarstwie figurowym 2024 – 25. edycja zawodów rangi mistrzowskiej dla łyżwiarzy figurowych z Azji, Afryki, Ameryki oraz Australii i Oceanii. Mistrzostwa rozgrywano od 30 stycznia do 4 lutego 2024 roku w Szanghaju w hali Shanghai Oriental Sports Center.

## Kwalifikacje
W zawodach mogli wziąć udział zawodnicy, którzy przed dniem 1 lipca 2023 roku ukończyli 15. rok życia. Liczba dopuszczonych do startu zawodników z poszczególnych krajów była uzależniona od miejsc, jakie reprezentanci krajów zdobyli na poprzednich mistrzostwach. Decyzję o imiennym przydziale miejsc kraje podejmują indywidualnie, jednakże jednym z warunków, jaki muszą spełnić wskazani zawodnicy jest osiągnięcie na 21 dni przed oficjalnymi treningami na mistrzostwach minimalnej oceny technicznej.
| Minimalna ocena techniczna (TES) | Minimalna ocena techniczna (TES) | Minimalna ocena techniczna (TES) |
| Konkurencja                      | SP / RD                          | FS / FD                          |
| -------------------------------- | -------------------------------- | -------------------------------- |
| Soliści                          | 28                               | 46                               |
| Solistki                         | 25                               | 42                               |
| Pary sportowe                    | 25                               | 42                               |
| Pary taneczne                    | 30                               | 48                               |

## Klasyfikacja medalowa
| L.p. | Reprezentacja     | Złoto | Srebro | Brąz | Razem |
| ---- | ----------------- | ----- | ------ | ---- | ----- |
| 1    | Japonia           | 2     | 2      | 1    | 5     |
| 2    | Kanada            | 2     | 1      | 0    | 3     |
| 3    | Korea Południowa  | 0     | 1      | 1    | 2     |
| 4    | Stany Zjednoczone | 0     | 0      | 2    | 2     |

## Rekordy świata
| Rekordy świata (GOE±5) na moment rozpoczęcia zawodów (stan na 28 grudnia 2023): | Rekordy świata (GOE±5) na moment rozpoczęcia zawodów (stan na 28 grudnia 2023): | Rekordy świata (GOE±5) na moment rozpoczęcia zawodów (stan na 28 grudnia 2023): | Rekordy świata (GOE±5) na moment rozpoczęcia zawodów (stan na 28 grudnia 2023): | Rekordy świata (GOE±5) na moment rozpoczęcia zawodów (stan na 28 grudnia 2023): | Rekordy świata (GOE±5) na moment rozpoczęcia zawodów (stan na 28 grudnia 2023): |
| Konkurencja                                                                     | Segment                                                                         | Zawodnicy                                                                       | Punkty                                                                          | Zawody                                                                          | Data                                                                            |
| ------------------------------------------------------------------------------- | ------------------------------------------------------------------------------- | ------------------------------------------------------------------------------- | ------------------------------------------------------------------------------- | ------------------------------------------------------------------------------- | ------------------------------------------------------------------------------- |
| Soliści                                                                         | Nota łączna                                                                     | Nathan Chen                                                                     | 335,30                                                                          | Finał Grand Prix 2019                                                           | 7 grudnia 2019                                                                  |
| Soliści                                                                         | Program dowolny                                                                 | Nathan Chen                                                                     | 224,92                                                                          | Finał Grand Prix 2019                                                           | 7 grudnia 2019                                                                  |
| Soliści                                                                         | Program krótki                                                                  | Nathan Chen                                                                     | 113,97                                                                          | Zimowe igrzyska olimpijskie 2022                                                | 10 lutego 2020                                                                  |
| Solistki                                                                        | Nota łączna                                                                     | Kamiła Walijewa                                                                 | 272,71                                                                          | Rostelecom Cup 2021                                                             | 27 listopada 2021                                                               |
| Solistki                                                                        | Program dowolny                                                                 | Kamiła Walijewa                                                                 | 185,29                                                                          | Rostelecom Cup 2021                                                             | 27 listopada 2021                                                               |
| Solistki                                                                        | Program krótki                                                                  | Kamiła Walijewa                                                                 | 87,42                                                                           | Rostelecom Cup 2021                                                             | 26 listopada 2021                                                               |
| Pary sportowe                                                                   | Nota łączna                                                                     | Sui Wenjing / Han Cong                                                          | 239,88                                                                          | Zimowe igrzyska olimpijskie 2022                                                | 19 lutego 2022                                                                  |
| Pary sportowe                                                                   | Program dowolny                                                                 | Anastasija Miszyna / Aleksandr Gallamow                                         | 157,46                                                                          | Mistrzostwa Europy 2022                                                         | 13 stycznia 2022                                                                |
| Pary sportowe                                                                   | Program krótki                                                                  | Sui Wenjing / Han Cong                                                          | 84,41                                                                           | Zimowe igrzyska olimpijskie 2022                                                | 18 lutego 2022                                                                  |
| Pary taneczne                                                                   | Nota łączna                                                                     | Madison Chock / Evan Bates                                                      | 232,32                                                                          | World Team Trophy 2023                                                          | 14 kwietnia 2023                                                                |
| Pary taneczne                                                                   | Taniec dowolny                                                                  | Madison Chock / Evan Bates                                                      | 138,41                                                                          | World Team Trophy 2023                                                          | 14 kwietnia 2023                                                                |
| Pary taneczne                                                                   | Taniec rytmiczny                                                                | Madison Chock / Evan Bates                                                      | 93,91                                                                           | World Team Trophy 2023                                                          | 13 kwietnia 2023                                                                |

## Wyniki

### Soliści
| Poz.                                 | Zawodnik              | Reprezentacja     | Nota łączna | SP | SP     | FS | FS     |
| ------------------------------------ | --------------------- | ----------------- | ----------- | -- | ------ | -- | ------ |
| 1                                    | Yuma Kagiyama         | Japonia           | 307,58      | 1  | 106,82 | 1  | 200,76 |
| 2                                    | Cha Jun-hwan          | Korea Południowa  | 274,59      | 2  | 99,20  | 3  | 175,39 |
| 3                                    | Shun Satō             | Japonia           | 272,95      | 3  | 95,30  | 2  | 177,65 |
| 4                                    | Sōta Yamamoto         | Japonia           | 263,43      | 4  | 94,44  | 4  | 168,99 |
| 5                                    | Jin Boyang            | Chiny             | 256,89      | 5  | 89,41  | 5  | 167,48 |
| 6                                    | Michaił Szajdorow     | Kazachstan        | 244,80      | 7  | 81,76  | 6  | 163,04 |
| 7                                    | Wesley Chiu           | Kanada            | 240,38      | 6  | 83,50  | 7  | 156,88 |
| 8                                    | Andrew Torgashev      | Stany Zjednoczone | 237,20      | 8  | 81,15  | 8  | 156,05 |
| 9                                    | Chen Yudong           | Chiny             | 218,66      | 9  | 78,74  | 13 | 139,92 |
| 10                                   | Roman Sadovsky        | Kanada            | 217,83      | 11 | 72,44  | 10 | 145,39 |
| 11                                   | Tomoki Hiwatashi      | Stany Zjednoczone | 217,74      | 10 | 75,39  | 11 | 142,35 |
| 12                                   | Maxim Naumov          | Stany Zjednoczone | 215,00      | 15 | 67,61  | 9  | 147,39 |
| 13                                   | Lim Ju-heon           | Korea Południowa  | 211,40      | 13 | 70,27  | 12 | 141,13 |
| 14                                   | Cha Young-hyun        | Korea Południowa  | 204,14      | 12 | 72,43  | 15 | 131,71 |
| 15                                   | Donovan Carrillo      | Meksyk            | 202,47      | 14 | 67,66  | 14 | 134,81 |
| 16                                   | Dias Jirenbajew       | Kazachstan        | 195,88      | 18 | 64,51  | 16 | 131,37 |
| 17                                   | Conrad Orzel          | Kanada            | 194,92      | 17 | 65,07  | 17 | 129,85 |
| 18                                   | Edrian Paul Celestino | Filipiny          | 180,31      | 20 | 62,86  | 18 | 117,45 |
| 19                                   | Rachat Bralin         | Kazachstan        | 177,89      | 19 | 63,17  | 19 | 114,72 |
| 20                                   | Dai Daiwei            | Chiny             | 168,51      | 16 | 66,04  | 22 | 102,47 |
| 21                                   | Darian Kaptich        | Australia         | 166,41      | 22 | 55,76  | 20 | 110,65 |
| 22                                   | Ze Zeng Fang          | Malezja           | 158,34      | 23 | 54,99  | 21 | 103,35 |
| 23                                   | Heung Lai Zhao        | Hongkong          | 149,05      | 21 | 60,06  | 24 | 88,99  |
| 24                                   | Lap Kan Yuen          | Hongkong          | 147,16      | 24 | 54,05  | 23 | 93,11  |
| Nie awansowali do programu dowolnego |                       |                   |             |    |        |    |        |
| 25                                   | Pagiel Yie Ken Sng    | Singapur          | NQ          | 25 | 51,12  | NQ | NQ     |
| 26                                   | Fang-Yi Lin           | Chińskie Tajpej   | NQ          | 26 | 48,85  | NQ | NQ     |
| 27                                   | Charlton Doherty      | Australia         | NQ          | 27 | 42,28  | NQ | NQ     |

### Solistki
| Poz.                                 | Zawodniczka                 | Reprezentacja     | Nota łączna | SP | SP    | FS | FS     |
| ------------------------------------ | --------------------------- | ----------------- | ----------- | -- | ----- | -- | ------ |
| 1                                    | Mone Chiba                  | Japonia           | 214,98      | 1  | 71,10 | 1  | 143,88 |
| 2                                    | Kim Chae-yeon               | Korea Południowa  | 204,68      | 2  | 69,77 | 3  | 134,91 |
| 3                                    | Rinka Watanabe              | Japonia           | 202,17      | 4  | 67,22 | 2  | 134,95 |
| 4                                    | Ava Marie Ziegler           | Stany Zjednoczone | 201,19      | 3  | 68,25 | 4  | 132,94 |
| 5                                    | Wi Seo-yeong                | Korea Południowa  | 193,57      | 6  | 64,44 | 5  | 129,13 |
| 6                                    | Madeline Schizas            | Kanada            | 185,69      | 9  | 61,57 | 6  | 124,12 |
| 7                                    | Mai Mihara                  | Japonia           | 184,07      | 5  | 65,18 | 7  | 118,89 |
| 8                                    | Elyce Lin-Gracey            | Stany Zjednoczone | 173,98      | 8  | 62,83 | 11 | 111,15 |
| 9                                    | Sara-Maude Dupuis           | Kanada            | 172,45      | 12 | 56,00 | 8  | 116,45 |
| 10                                   | Tzu-Han Ting                | Chińskie Tajpej   | 171,87      | 10 | 59,17 | 10 | 112,70 |
| 11                                   | Lee Hae-in                  | Korea Południowa  | 169,38      | 11 | 56,07 | 9  | 113,31 |
| 12                                   | Lindsay Thorngren           | Stany Zjednoczone | 162,63      | 7  | 64,11 | 12 | 98,52  |
| 13                                   | Chen Hongyi                 | Chiny             | 153,96      | 13 | 55,97 | 14 | 97,99  |
| 14                                   | Justine Miclette            | Kanada            | 151,30      | 14 | 52,93 | 13 | 98,37  |
| 15                                   | Andrea Montesinos Cantu     | Meksyk            | 143,24      | 16 | 50,86 | 16 | 92,38  |
| 16                                   | Zhu Yi                      | Chiny             | 139,52      | 15 | 52,77 | 19 | 86,75  |
| 17                                   | Sofija Farafonowa           | Kazachstan        | 137,79      | 18 | 47,57 | 18 | 90,22  |
| 18                                   | Cheng Jiaying               | Chiny             | 135,29      | 22 | 41,77 | 15 | 93,52  |
| 19                                   | Sofia Lexi Jacqueline Frank | Filipiny          | 134,79      | 21 | 42,43 | 17 | 92,36  |
| 20                                   | Joanna So                   | Hongkong          | 132,93      | 17 | 50,07 | 20 | 82,86  |
| 21                                   | Maria Chernyshova           | Australia         | 121,64      | 20 | 43,29 | 21 | 78,35  |
| 22                                   | Nurija Sulejmen             | Kazachstan        | 115,98      | 19 | 45,69 | 23 | 70,29  |
| 23                                   | Anna Lewkowiec              | Kazachstan        | 112,07      | 24 | 39,56 | 22 | 72,51  |
| 24                                   | Amanda Hsu                  | Chińskie Tajpej   | 105,56      | 23 | 39,60 | 24 | 66,06  |
| Nie awansowali do programu dowolnego |                             |                   |             |    |       |    |        |
| 25                                   | Chow Hiu Yau                | Hongkong          | NQ          | 25 | 39,54 | NQ | NQ     |
| 26                                   | Vlada Vasiliev              | Australia         | NQ          | 26 | 32,63 | NQ | NQ     |

### Pary sportowe
| Poz. | Zawodnicy                                       | Reprezentacja     | Nota łączna | SP | SP    | FS | FS     |
| ---- | ----------------------------------------------- | ----------------- | ----------- | -- | ----- | -- | ------ |
| 1    | Deanna Stellato-Dudek / Maxime Deschamps        | Kanada            | 198,80      | 1  | 69,48 | 1  | 129,32 |
| 2    | Riku Miura / Ryuichi Kihara                     | Japonia           | 190,77      | 2  | 65,61 | 3  | 125,16 |
| 3    | Ellie Kam / Danny O’Shea                        | Stany Zjednoczone | 187,28      | 4  | 60,72 | 2  | 126,56 |
| 4    | Anastasija Gołubiewa / Hektor Giotopoulos Moore | Australia         | 183,83      | 7  | 58,79 | 4  | 125,04 |
| 5    | Lia Pereira / Trennt Michaud                    | Kanada            | 182,05      | 6  | 59,89 | 5  | 122,16 |
| 6    | Peng Cheng / Wang Lei                           | Chiny             | 180,22      | 5  | 60,18 | 6  | 120,04 |
| 7    | Chelsea Liu / Balázs Nagy                       | Stany Zjednoczone | 175,85      | 3  | 61,90 | 8  | 113,95 |
| 8    | Kelly Ann Laurin / Loucas Éthiere               | Kanada            | 174,47      | 8  | 58,50 | 7  | 115,97 |
| 9    | Valentina Plazas / Maximiliano Fernandez        | Stany Zjednoczone | 161,16      | 9  | 57,39 | 9  | 103,78 |
| 10   | Zhang Siyang / Yang Yongchao                    | Chiny             | 157,32      | 10 | 55,70 | 10 | 101,62 |
| 11   | Isabella Gamez / Aleksandr Korowin              | Filipiny          | 142,86      | 12 | 49,79 | 11 | 93,07  |
| 12   | Wang Yuchen / Zhu Lei                           | Chiny             | 139,56      | 11 | 53,66 | 12 | 85,90  |

### Pary taneczne
| Poz. | Zawodnicy                                    | Reprezentacja     | Nota łączna | RD | RD    | FD | FD     |
| ---- | -------------------------------------------- | ----------------- | ----------- | -- | ----- | -- | ------ |
| 1    | Piper Gilles / Paul Poirier                  | Kanada            | 214,36      | 1  | 85,49 | 1  | 128,87 |
| 2    | Laurence Fournier Beaudry / Nikolaj Sørensen | Kanada            | 207,54      | 2  | 82,02 | 2  | 125,52 |
| 3    | Christina Carreira / Anthony Ponomarenko     | Stany Zjednoczone | 194,14      | 3  | 77,47 | 5  | 116,67 |
| 4    | Emilea Zingas / Wadym Kołesnyk               | Stany Zjednoczone | 193,07      | 4  | 75,76 | 4  | 117,31 |
| 5    | Marie-Jade Lauriault / Romain Le Gac         | Kanada            | 190,83      | 7  | 71,26 | 3  | 119,57 |
| 6    | Caroline Green / Michael Parsons             | Stany Zjednoczone | 190,53      | 5  | 75,37 | 6  | 115,16 |
| 7    | Hannah Lim / Ye Quan                         | Korea Południowa  | 182,78      | 9  | 68,91 | 7  | 113,87 |
| 8    | Misato Komatsubara / Tim Koleto              | Japonia           | 182,70      | 6  | 71,29 | 8  | 111,41 |
| 9    | Holly Harris / Jason Chan                    | Australia         | 176,34      | 8  | 69,34 | 9  | 107,00 |
| 10   | Utana Yoshida / Masaya Morita                | Japonia           | 166,13      | 10 | 62,86 | 10 | 103,27 |
| 11   | Azusa Tanaka / Shingo Nishiyama              | Japonia           | 157,63      | 11 | 62,09 | 12 | 95,54  |
| 12   | Chen Xizi / Xing Jianing                     | Chiny             | 157,57      | 12 | 61,10 | 11 | 96,47  |
| 13   | Shi Shang / Wu Nan                           | Chiny             | 147,28      | 13 | 55,11 | 13 | 92,17  |
| 14   | Natalia Pallu-Neves / Jayin Panesar          | Brazylia          | 135,97      | 15 | 50,59 | 15 | 85,38  |
| 15   | India Nette / Eron Westwood                  | Australia         | 132,60      | 14 | 53,59 | 16 | 79,01  |
| 16   | Li Xuantong / Wang Xinkang                   | Chiny             | 132,42      | 16 | 46,48 | 14 | 85,94  |

## Medaliści

### Nota łączna
Medaliści mistrzostw po zsumowaniu punktów za oba programy/tańce w poszczególnych konkurencjach:
| Konkurencja   | Złoto                                    | Srebro                                       | Brąz                                     |
| Soliści       | Yuma Kagiyama                            | Shun Satō                                    | Cha Jun-hwan                             |
| Solistki      | Mone Chiba                               | Kim Chae-yeon                                | Rinka Watanabe                           |
| Pary sportowe | Deanna Stellato-Dudek / Maxime Deschamps | Riku Miura / Ryuichi Kihara                  | Ellie Kam / Danny O’Shea                 |
| Pary taneczne | Piper Gilles / Paul Poirier              | Laurence Fournier Beaudry / Nikolaj Sørensen | Christina Carreira / Anthony Ponomarenko |

### Program/taniec dowolny
Zdobywcy małych medali za drugi segment zawodów tj. program/taniec dowolny:
| Konkurencja   | Złoto                                    | Srebro                                       | Brąz                                 |
| Soliści       | Yuma Kagiyama                            | Cha Jun-hwan                                 | Shun Satō                            |
| Solistki      | Mone Chiba                               | Rinka Watanabe                               | Kim Chae-yeon                        |
| Pary sportowe | Deanna Stellato-Dudek / Maxime Deschamps | Ellie Kam / Danny O’Shea                     | Riku Miura / Ryuichi Kihara          |
| Pary taneczne | Piper Gilles / Paul Poirier              | Laurence Fournier Beaudry / Nikolaj Sørensen | Marie-Jade Lauriault / Romain Le Gac |

### Program krótki/taniec rytmiczny
Zdobywcy małych medali za pierwszy segment zawodów tj. program krótki lub taniec rytmiczny:
| Konkurencja   | Złoto                                    | Srebro                                       | Brąz                                     |
| Soliści       | Yuma Kagiyama                            | Shun Satō                                    | Cha Jun-hwan                             |
| Solistki      | Mone Chiba                               | Kim Chae-yeon                                | Ava Marie Ziegler                        |
| Pary sportowe | Deanna Stellato-Dudek / Maxime Deschamps | Riku Miura / Ryuichi Kihara                  | Chelsea Liu / Balázs Nagy                |
| Pary taneczne | Piper Gilles / Paul Poirier              | Laurence Fournier Beaudry / Nikolaj Sørensen | Christina Carreira / Anthony Ponomarenko |